# Carlo Guasco
Carlo Guasco (Solero, Piemont, 16 de març de 1813 - Solero, 13 de desembre de 1876) va ser un cèlebre tenor d'òpera italiana que va cantar en els teatres d'òpera europeus i altres entre 1837 i 1853. Tot i que va cantar en moltes estrenes mundials, avui és sobretot recordat per haver creat els papers principals de tenor de les òperes de Verdi Lombardi, Ernani, i Attila.

## Biografia
Guasco, era fill d'Antonio Francesco i Anna Maria Enriotti i va mostrar una gran predisposició a la música i al cant des de petit. Gràcies a l'ajuda i la pressió exercida sobre els seus pares per un familiar professor de piano, el jove Guasco es va permetre dedicar-se completament a l'estudi d'aquestes disciplines. Es va traslladar a Milà el setembre de 1836 i es va convertir en deixeble de Giacomo Panizza. Després de només tres mesos d'estada a Milà va debutar al "Teatro alla Scala" amb el paper del Pescador a Guglielmo Tell de Rossini, on de seguida va trobar el favor del públic i de la crítica.
Va debutar com a tenor principal al teatre de Niça, on va interpretar obres de Bellini, Rossini, Paisiello i Donizetti. A Niça, van seguir actuacions a Marsella, Pavia, Piacenza, Reggio Emilia, Udine, Bolonya, Roma, Ancona, Trieste, Verona i Londres.
L'11 de febrer de 1843 va participar en l'estrena mundial de I Lombardi alla prima crociata de Verdi a La Scala de Milà en el paper d'Oronte. El mateix any va cantar a Viena, Bèrgam, Trieste i Torí.
El 9 de març de 1844, en el paper de protagonista, participà en l'estrena mundial de lErnani de Verdi, celebrada al Gran Teatre La Fenice de Venècia. El mateix any va tornar per actuar a Milà, mentre que l'any següent va estar a Gènova i Venècia.
És un dels intèrprets de l'estrena mundial de lAttila de Verdi, òpera que va debutar a la Fenice el 17 de març de 1846.
Posteriorment va ser contractat pel Teatre Imperial de Sant Petersburg, on va romandre uns anys, per actuar després a Madrid, Niça i Marsella. Tornant a la seva terra natal, les seves actuacions es van fer menys freqüents i l'agost de 1851 es va casar. Després d'haver actuat a París el 1852 i a l'Òpera de Viena, es va retirar definitivament dels escenaris. Morirà al seu Solero natal el desembre de 1876.

## Rols creats
- Roggero in Corrado d'Altamura de Ricci (16 Novembre 1841, Milà)
- Oronte in I Lombardi alla prima crociata (11 Febrer 1843, Milà)
- Riccardo Conte di Chalais in Maria di Rohan de Donizetti (5 juny 1843, Viena)
- Il ruolo del titolo in Ernani de Verdi (9 Març 1844, Venècia)
- Foresto in Attila de Verdi (17 Març 1846, Venècia)